# Pápai bullák listája
A pápai bullák listája, a római katolikus egyház mindenkori vezetői, a római pápák által kiadott pápai bullák nem teljes listája. Az alábbi táblázat a fontosabb bullákat tartalmazza a kiadás éve szerint.

## A pápák bulláinak listája
| Kiadás dátuma        | Bulla címe / fordítása | Aláíró pápa     | Tartalma |  |
| -------------------- | --- | --------------- | --- |  |
| 1059                 | In nomine Domini (Az Úr nevében...) | II. Miklós      | Rögzíti, hogy a pápa választói csak a püspök-kardinálisok. |  |
| 1079                 | Libertas Ecclesiæ (Az egyház szabadsága...) | VII. Gergely    | |  |
| 1079                 | Antiqua sanctorum patrum (A szent atyák régi...)                                                                                                | VII. Gergely    | A lyoni érseket Gallia prímásává teszi (Rouen, Tours és Sens egyházmegyék). |  |
| ~1120                | Sicut Iudæis (Ahogy a zsidóknak) | II. Kallixtusz  | Védelmet biztosít azoknak a zsidóknak, akik az első keresztes háborúban résztvevőktől szenvedtek el atrocitásokat. |  |
| 1136. július 7.      | Ex commisso nobis (Megbízásunkból) | II. Ince        | A magdeburgi érsekséget elválasztja a lengyel egyház többi részétől. |  |
| 1139. március 29.    | Omne datum optimum | II. Ince        | Jóváhagyja a templomos lovagrend alapítását. |  |
| 1144                 | Milites Templi (A templom szolgái) | II. Celesztin   | Klerikusi státuszt biztosít a templomos lovagoknak, és bátorít az ügyük érdekében való adakozásra. |  |
| 1145                 | Militia Dei (Az Isten katonái) | III. Jenő       | Megengedi a templomos lovagoknak, hogy tizedet és temetési díjat szedjenek, és hogy a halottaikat saját temetőikbe temessék. |  |
| 1145. december 1.    | Quantum prædecessores (Amennyire az elődök) | III. Jenő       | Felhívás a második keresztes hadjáratra. |  |
| 1155                 | Laudabiliter (Ez dicséretes) | IV. Adorján     | Hatalmat ad II. Henrik angol királynak Írország felett. |  |
| 1179                 | Manifestis probatum | III. Sándor     | Elismeri I. Alfonz portugál királyt, mint a független Portugália királyságának első uralkodóját. |  |
| 1184                 | Ad abolendam (Hogy kiirtsassék...) | III. Lucius     | Elítéli az eretnekséget, és felsorol néhány büntetést. Az eljárásokat a helyileg illetékes püspökökre bízza (episzkopális inkvizíció). |  |
| 1187. október 29.    | Audita tremendi (Borzasztónak hangzottak) | VIII. Gergely   | Felhívás a harmadik keresztes hadjáratra. |  |
| 1192                 | Cum universi | III. Celesztin  | Trondheimet és Yorkot érsekséggé tette, a további 10 egyházmegyét közvetlenül a Szentszék alá rendelte. |  |
| 1198                 | Post miserabile | III. Ince       | Felhívás a negyedik keresztes hadjáratra. |  |
| 1199. március 25.    | Vergentis in senium | III. Ince       | Ez a Viterbo városának címzett bulla az eretnekséget a felségáruláshoz hasonló módon rendeli büntetni. |  |
| 1205                 | Etsi non displaceat | III. Ince       | A zsidókat gőgösséggel, keresztény rabszolgák tartásával, uzsorával és istenkáromlással vádolja. Büntetésképpen a Jézus Krisztus megfeszítésében vélelmezett szerepükért örök szolgaságot kíván nekik. |  |
| 1213                 | Quia maior | III. Ince       | Felhívás az ötödik keresztes hadjáratra. |  |
| 1216. december       | Religiosam vitam (A vallási élet) | III. Honorius   | A Domonkos-rend alapítása. |  |
| 1218                 | In generali Concilio | III. Honorius   | Végrehajtani rendeli a negyedik lateráni zsinatnak a zsidók számára megkülönböztető ruhaviseletet és egyházi tized fizetését előíró határozatát. |  |
| 1219                 | Super speculam | III. Honorius   | Bezárta a jogi fakultásokat Párizsban és megtiltotta a magánjog tanulmányozását. |  |
| 1223. november 29.   | Solet annuere | III. Honorius   | Jóváhagyja Assisi Szent Ferenc rendjének szabályzatát. |  |
| 1228                 | Fraternitatis tuæ | IX. Gergely     | Eucharisztikus csoda az olasz Alatri városban. |  |
| 1230                 | Quo elongati | IX. Gergely     | Kérdéseket oldott meg Assisi Szent Ferenc végrendeletével kapcsolatban. |  |
| 1231. április 13.    | Parens scientiarum (A tudományok anyja) | IX. Gergely     | Garantálja a párizsi egyetem függetlenségét. |  |
| 1232. február 8.     | Ille humani generis | IX. Gergely     | Utasította a Domonkos-rend regensburgi tartományfőnökét, hogy alakítson inkvizíciós törvényszéket. |  |
| 1233. június 13.     | Vox Rama (Ráma hangja) | IX. Gergely     | Elítéli a németországi sátánista gyülekezeteket. Figyelmeztet, hogy a Sátán fekete macska, lúd, varangyos béka vagy vézna, sápadt ember formájában megjelenhet a sátánisták körében. |  |
| 1233; 1235           | Etsi Iudæorum | IX. Gergely     | A zsidókkal a keresztény országokban úgy kell bánni, mint ahogyan a keresztények kívánják, hogy kezeljék őket pogány földeken. |  |
| 1233                 | Licet ad capiendos | IX. Gergely     | Irányelvek a dominikánusoknak az inkvizíció eretnekellenes eljárásaihoz. |  |
| 1234                 | Pietati proximum | IX. Gergely     | A Német Lovagrend kulmi szabályzatának hitelesítése. |  |
| 1234                 | Rex pacificus | IX. Gergely     | A "Liber Extra" – a pápai nyilatkozatok gyűjteményének – kihirdetése. |  |
| 1235                 | Cum hora undecima (Amikor a tizenegyedik órában)                                                                                                | IX. Gergely     | Az első bulla, mely felhatalmazza a pogány szerzeteseket, hogy prédikáljanak a pogány nemzeteknek. > |  |
| 1235                 | | IX. Gergely     | Szent Erzsébet szentté avatásának bullája. |  |
| 1239                 | Si vera sunt (Ha ezek igazak) | IX. Gergely     | Spanyolország és Franciaország elöljárói számára elrendeli, hogy a Talmudot és minden más zsidó könyvet istenkáromlás miatt el kell égetni. |  |
| 1244                 | Impia Iudaeorum perfidia | IV. Ince        | Felhívás a Talmud elégetésére. |  |
| 1245                 | Inter alia desiderabilia | IV. Ince        | Vádak II. Sancho portugál király ellen. |  |
| 1245. március 5.     | Dei Patris immensa (Isten, az Atya hatalmas ...)                                                                                                | IV. Ince        | Összefoglalja a keresztény hit tanításait, és arra bátorítja a mongolokat, hogy keresztelkedjenek meg. |  |
| 1245. március 13.    | Cum non solum (Ha nem csak a...) | IV. Ince        | Felhívja a mongolokat, hogy hagyjanak fel a keresztény és más népek elleni támadásokkal, és firtatja további szándékaikat. Ince kifejezi békevágyát (de valószínűleg nincs tudomása arról, hogy a mongolok számára a béke egyet jelent a behódolással). |  |
| 1245. március végén  | Cum simus super | IV. Ince        | Levél számos prelatúrához és a „keleti keresztényekhez” címezve, amely megerősíti a Római Egyház elsőségét és egyházi egységre ösztönöz. |  |
| 1247                 | Lacrimabilem Iudæorum | IV. Ince        | A német főpapságnak címezve sürgeti a vérvád eljárások lezárását. |  |
| 1248. november 22.   | Viam agnoscere veritatis | IV. Ince        | A mongol Baiju kánnak követségére adott válasz. |  |
| 1252. május 15.      | Ad exstirpanda (Hogy kiirtassék) | IV. Ince        | Engedélyezi, hogy az Inkvizíció kínzással csikarjon ki vallomást az eretnekekből, a visszaeső eretnekek számára pedig jóváhagyja a máglyahalált. Felhatalmazza az inkvizítorokat, hogy egymást bármikor és korlátlanul feloldozhassák, ami megoldotta a kihallgatáson való részvételük problémáját. |  |
| 1254. október 6.     | Quaerentes in agro | IV. Ince        | Elismerte az oxfordi egyetemet és megerősítette szabadságait, ősi szokásait és jóváhagyott szabályzatát. |  |
| 1263 – 1264          | Exsultavit cor nostrum (A szívünk örvendezett)                                                                                                  | IV. Orbán       | Levél Hülegü kánnak, amelyben megemlíti a kán (megbízólevél nélküli) követének érkezését, örömét fejezi ki annak hallatán, hogy a követ szerint a kán keresztény hitre akar térni, és azt ígéri, hogy a jeruzsálemi latin pátriárka útján tovább fog tájékozódni. |  |
| 1264                 | Transiturus | IV. Orbán       | Általánossá teszi az Úrnapja ünnepet. |  |
| 1264                 | ? | IV. Orbán       | A fenyegető egyiptomi helyzetet tárgyalja, de nem említi a mongolokat. |  |
| 1267                 | Turbato corde | IV. Kelemen     | Megakadályozza, hogy a keresztények zsidó vallásra térjenek át. |  |
| 1274                 | Ubi periculum (Ahol a veszély) | X. Gergely      | A konklávét tette a pápaválasztás módszerévé; a gyors választás elősegítésére az idő előrehaladtával egyre szigorúbb megszorításokat szabott a bíborosoknak. |  |
| 1288                 | Habet carissima filia | IV. Miklós      | Levél a keresztény nőknek a mongol kán udvarába. |  |
| 1291                 | Gaudemus in Domino | IV. Miklós      | Levél Argún ilhán harmadik feleségének, Bulughan Hatun, Öldzsejtü ilhán anyjának. |  |
| 1291                 | Pastoralis officii | IV. Miklós      | Levél két fiatal mongol herceghez, amelyben arra bátorítja őket, hogy térjenek át a kereszténységre. |  |
| 1296. január 20.     | Redemptor mundi (A világ Megváltója) | VIII. Bonifác   | Aragóniai Jakab sogorbi úrat kinevezték a Római Egyház zászlóvivőjének, kapitány-generálisának, admirálisának. |  |
| 1296. február 25.    | Clericis laicos (Papság, világiak) | VIII. Bonifác   | Kiközösíti a papság minden olyan tagját, akik Szentszék meghatalmazása nélkül világiaknak fizeti jövedelme bármely részét, vagy az egyház jövedelmét, és minden olyan uralkodót, aki ilyen kifizetést kap. |  |
| 1297                 | Super rege et regina | VIII. Bonifác   | Aragóniai Jakabnak adományozta Szardínia és Korzika királyságát. |  |
| 1299. június 27.     | Scimus fili (Tudjuk, fiam) | VIII. Bonifác   | Törvénytelenné nyilvánítja Skócia I. Edvárd angol király általi megszállását. |  |
| 1299                 | De sepulturis | VIII. Bonifác   | Megtiltja, hogy a keresztesek a holttesteket feldarabolják és megfőzzék, hogy a hús leváljon a csontokról, hogy azokat aztán hazájukba visszavigyék eltemetni. |  |
| 1300. február 22.    | Antiquorum fida relatio | VIII. Bonifác   | Feleleveníti a szentév intézményét, amelynek során bizonyos feltételek mellett bűnbocsánat nyerhető. |  |
| 1302. november 18.   | Unam sanctam | VIII. Bonifác   | Kijelenti, hogy az egyházon kívül nincs üdvözülés és hogy az egyháznak egységesnek kell maradnia. Kijelenti az egyház spirituális és világi hatalmát a világi politikai hatalom (adott esetben a francia király) felett. |  |
| 1307. november 22.   | Pastoralis præminentiæ | V. Kelemen      | Rendeletek a templomos lovagok letartóztatására, és tulajdonaiknak elkobzására. |  |
| 1307. július 23.     | Rex regnum | V. Kelemen      | Hét ferencest jelöl pápai legátustként, hogy cselekedjenek Kínában. |  |
| 1308                 | Faciens misericordiam (Megadva a megbocsátást)                                                                                                  | V. Kelemen      | Elrendeli a vádemelést a templomos lovagok ellen. |  |
| 1308. augusztus 12.  | Regnans in caelis (Az uralkodó a mennyben) | V. Kelemen      | Összehívja a vienne-i zsinatot megvitatni a templomos lovagok ügyét. |  |
| 1310. április 4.     | Alma mater (A tápláló anya) | V. Kelemen      | Október 1-ig elhalasztja a vienne-i zsinat megnyitását, mert a templomos lovagok ügyének kivizsgálása még nem fejeződött be. |  |
| 1312. március 22.    | Vox in excelso (Egy hang a magasból) | V. Kelemen      | A templomos lovagok feloszlatása. Noha a pápai udvar és a zsinat nem talált elítélendőt a templomosok korábbi és jelen működésében, Fülöp világi bíróságainak döntését elismerik, és ezért a rendet feloszlatják. |  |
| 1312. május 2.       | Ad providam | V. Kelemen      | A templomosok vagyonának nagy részét a johannitáknak adományozza. |  |
| 1312. május 6.       | Considerantes dudum | V. Kelemen      | |  |
| 1312. május 16.      | Nuper in concilio | V. Kelemen      | A templomos vagyont a templomos lovagoknak juttatja. |  |
| 1312. december 18.   | Licet dudum | V. Kelemen      | Felfüggeszti a templomos lovagok kiváltságait és megerősíti a vagyonuk felosztását. |  |
| 1312. december 31.   | Dudum in generali Concilio | V. Kelemen      | |  |
| 1313. január 13.     | Licet pridem | V. Kelemen      | |  |
| 1317                 | Sane considerantes | XXII. János     | |  |
| 1318. április 1.     | Redemptor noster (A Megváltónk) | XXII. János     | Visszavonta a mongol Ilhánok uradalmait, és Indiát a Kanbalig Pekingi érsekségtől, átvíve egy domonkos tartományba. |  |
| 1323                 | Cum inter nonnullos | XXII. János     | Az apostoli és krisztusi szegénység meghatározása. A spirituális ferencesek ellen. |  |
| 1329. március 27.    | In agro Dominico | XXII. János     | Csak a kölni érsekség területén hirdették ki, ebben Eckhart 17 tételét tévesnek minősítette, további 11-et merésznek. |  |
| 1336                 | Benedictus Deus | XII. Benedek    | A pápa elődjének nézeteivel ellentétes nézeteket kanonizál. |  |
| 1338                 | Exsultanti praecepimus | XII. Benedek    | Egy levél a mongol Üzbeg kánnak és családjának, amiért földet adott a ferenceseknek, hogy templomot építetsenek. |  |
| 1338                 | Dudum ad notitiam | XII. Benedek    | Egy levél a mongol Üzbeg kánnak követségeket ajánlva, és előzetesen megköszönve a misszionáriusoknak tett szívességeket. |  |
| 1348. szeptember 26. | Quamvis perfidiam | VI. Kelemen     | Megkísérli eloszlatni azt a híresztelést, hogy a pestisjárványt a zsidók okozzák a kutak megmérgezésével. |  |
| 1350                 | Cum natura humana | VI. Kelemen     | |  |
| 1425                 | | V. Márton       | A louvaini katolikus egyetem alapítása. |  |
| 1435                 | Sicut dudum | IV. Jenő        | Megtiltja a spanyol rabszolgakereskedőknek, hogy a fekete bennszülötteket rabszolgákká tegye Kanári-szigeteken. |  |
| 1439. július 6.      | Lætantur caeli | IV. Jenő        | |  |
| 1451. január 7.      | | V. Miklós       | A Glasgow-i Egyetem alapítása. |  |
| 1452. június 18.     | Dum diversas | V. Miklós       | Szabad kezet ad V. Alfonz portugál királynak, hogy örök rabszolgaságba vigye a muszlimokat és minden más pogányokat és hitetleneket. |  |
| 1455. január 8.      | Romanus pontifex (a római pápa) | V. Miklós       | Szentesíti a "Felfedezés kora" alatt felfedezett nem keresztény területek elfoglalását, és bátorítja a bennszülöttek leigázását. |  |
| 1456. március 13.    | Inter cætera | III. Kallixtusz | Megerősítette a "Romanus Pontiflex" bullát, oda adományozta Krisztus Portugál Rendjének, és megszentelte az összes megszerzett és megszerzendő földeket. |  |
| 1456. június 20.     | Cum hiis superioribus annis (Mivel ezekben az utóbbi években) A címe "Bulla Turcorum" vagy másképpen III. Kallixtusz imabullájának is nevezték. | III. Kallixtusz | Bejelenti Konstantinápoly elestét, és felhívást tesz egy másik keresztes hadjárat érdekében a törökök ellen. Abban az időben amikor a török hadsereg már felsorakozott Nándorfehérvár, (Belgrád) ellen. Továbbá ima hadjáratot indít a törökök ellen. Elrendeli az összes ország templomaiban a harangozást a Nona és Vesperás között, tudniillik a Vesperásra harangozás előtt, de azt legalább egy félórával megelőző időpontban. |  |
| 1470. április 19.    | Ineffabilis providentia (Kimondhatatlan gondviselés)                                                                                            | II. Pál         | |  |
| 1478. november 1.    | Exigit sinceræ devotionis | IV. Szixtusz    | Felhatalmazta Ferdinándot és Izabellát, hogy nevezzenek ki olyan inkvizitorokat, akik létrehozzák a spanyol Inkvizíciót. |  |
| 1481. június 21.     | Æterni regis | IV. Szixtusz    | Megerősíti Alcáçovas egyezményét. |  |
| 1484. december 5.    | Summis desiderantes (Minden sóvárgást) | VIII. Ince      | Elítéli a boszorkányság és eretnekség állítólagos kitörését a Rajna völgyében, és felhatalmazza Heinrich Kramert és Jacob Sprengert, hogy inkvizitorként írtsák ki a boszorkányságot Németországban. |  |
| 1493. május 4.       | Inter cætera (Többek között) | VI. Sándor      | Az Újvilág felosztása Portugália és Spanyolország között. |  |
| 1493. június 25.     | Piis fidelium | VI. Sándor      | Felhatalmazza Spanyolországot, hogy az Újvilágba misszionáriusokat küldjön. |  |
| 1513. december 19.   | Apostolici regiminis | X. Leó          | A lélek halhatatlanságával kapcsolatban. |  |
| 1514                 | Supernæ | X. Leó          | Kinyilvánítja, hogy a bíborosok rangban közvetlenül a pápa alatt állnak, és megelőznek mindenki mást az egyházban. |  |
| 1520. június 15.     | Exsurge Domine (Kelj föl, Uram) | X. Leó          | Megparancsolja, hogy Luther Márton hatvan napon belül vonjon vissza 41 a pápa által hibásnak minősített állítást, amik Luther 95 hittételében illetve egyéb írásaiban szerepelnek. |  |
| 1521. január 3.      | Decet Romanum pontificem (Úgy illik, hogy a Római Pápa)                                                                                         | X. Leó          | Luther Márton kiközösítése. |  |
| 1537. május 29.      | Sublimus Dei | III. Pál        | Megtiltja az amerikai bennszülött indiánok leigázását. |  |
| 1540. szeptember 27. | Regimini militantis Ecclesiæ (A harcos egyház kormányzása)                                                                                      | III. Pál        | Jóváhagyja a jezsuiták megalakulását maximum 60 rendtaggal (a létszámkorlátozást későbbi bullájában feloldotta.) |  |
| 1542                 | Licet ab initio |                 | |  |
| 1543. március 14.    | Iniunctum nobis | III. Pál        | |  |
| 1550. július 21.     | Exposcit debitum | III. Gyula      | Másodszor is és végleg jóváhagyják a jezsuiták működését. |  |
| 1553. április 28.    | Divina disponente clementia | III. Gyula      | Megalapítja a káld katolikus egyházat. Első pátriárkája Shimun VIII. Yohannan Sulaqat (Jukhannan Szulaqa). |  |
| 1555. július 14.     | Cum nimis absurdum (Mivel ez abszurd) | IV. Piusz       | A zsidókat vallási és gazdasági korlátok közé szorítja a pápai államban. |  |
| 1559. február 15.    | Cum ex apostolatus officio | IV. Piusz       | Megerősíti azt, hogy csak katolikusok választhatják meg a pápát. |  |
| 1564. január 26.     | Benedictus Deus | IV. Piusz       | Jóváhagyta a tridenti zsinat összes meghatározásait és rendeleteit. |  |
| 1565. január 17.     | Æquum reputamus | V. Piusz        | |  |
| 1569                 | Consueverunt Romani pontifices | V. Piusz        | |  |
| 1570. február 25.    | Regnans in excelsis (Döntés a magasból) | V. Piusz        | Eretneknek nyilvánítja I. Erzsébet angol királynőt és felmenti alattvalóit a neki tett hűségeskü alól. |  |
| 1570. július 14.     | Quo primum | V. Piusz        | Leírja azt a módszert, hogyan újítsák meg a római szertartást. Kihirdeti V. Piusz pápa Misekönyvét, a tridenti szertartást. Az a szertartás, amely fel tud mutatni kétszáz év folytonosságot, megtarthatja saját hagyományú rítusát. |  |
| 1582. február 24.    | Inter gravissimas (Az egyik legfontosabb) | XIII. Gergely   | a Gergely naptár megalkotása. |  |
| 1586. január         | Caeli et terrae | V. Szixtusz     | Elítélte a törvényszéki asztrológiát, hogy az babonán alapul. |  |
| 1588. február 11.    | Immensa aeterni Dei | V. Szixtusz     | Rögzítette a bíborosi kongregációkat. (A második vatikáni zsinatig volt érvényben.) |  |
| 1653. május 31.      | Cum occasione | X. Ince         | Kárhoztat öt janzenista ügyet. |  |
| 1665                 | Ad sacram | VII. Sándor     | |  |
| 1692                 | Romanum decet pontificem | XII. Ince       | Eltörölte a hivatali nepotizmust a kardinális között. |  |
| 1713. szeptember 8.  | Unigenitus (Az egyszülött) | XI. Kelemen     | Kárhoztatja a janzenizmust. |  |
| 1738                 | In eminenti apostolatus specula (Az apostoli magas örtorny)                                                                                     | XII. Kelemen    | Megtiltja a katolikusoknak, hogy szabadkőművesek legyenek. |  |
| 1773                 | Dominus ac Redemptor noster (Urunk és Megváltónk)                                                                                               | XIV. Kelemen    | Véglegesen és visszavonhatatlanul feloszlatta a Jézus Társaságot, a jezsuitákat. |  |
| 1814                 | Sollicitudo omnium ecclesiarum (Az összes egyház ellátását)                                                                                     | VII. Piusz      | Újra alapítja a jezsuita rendet. |  |
| 1824                 | Quod divina sapientia (Ez az isteni bölcsesség)                                                                                                 | XII. Leó        | Egyházi felügyelet alatt szervezi át a Pápai Államban az oktatást. |  |
| 1850. szeptember 29. | Universalis Ecclesiæ (Az egyetemes egyház) | IX. Piusz       | Újraépíti a római katolikus hierarchiát Angliában. |  |
| 1866. július 12.     | Reversurus (A visszatérő) | IX. Piusz       | Kiterjeszti az örmény katolikus egyházra a nyugati egyház rendelkezéseit és a püspökök kinevezéseit. |  |
| 1868. június 29.     | Æterni Patris (Az Örök Atya) | IX. Piusz       | Az első vatikáni zsinat hirdetménye. |  |
| 1869. október 12.    | Apostolicæ Sedis moderationi (Az Apostoli Szentszék szellemében)                                                                                | IX. Piusz       | Szabályozza a szankciók és fenntartások rendszerét a katolikus egyházban. |  |
| 1871                 | Pastor æternus (Az örök pásztor) | IX. Piusz       | Meghatározza a pápai tévedhetetlenséget. |  |
| 1880. július 13.     | Dolemus inter alia (Többek között fájlaljuk) | XIII. Leó       | Visszahelyezi a jezsuita rendet a Dominus ac Redemptor Noster előtti státuszába. |  |
| 1884. november 1.    | Omnipotens Deus (Mindenható Isten) | XIII. Leó       | Elfogadja a spanyol Santiago de Compostela ereklyéjének hitelességét. |  |
| 1896                 | Apostolicæ curæ (Apostoli elővigyázatossággal)                                                                                                  | XIII. Leó       | Katolikus szempontból elfogadhatatlannak nyilvánítja az összes anglikán egyházi rendet. |  |
| 1910                 | Quam singulari (Milyen különleges) | IX. Piusz       | Azoknak a gyermekeknek, akik már rendelkeznek a logikus gondolkodás képességével (körülbelül hétéves kortól) meg kell engedni hogy gyónjanak és áldozzanak. |  |
| 1930                 | Ad Christi nomen | XI. Piusz       | Létrehozta a Vijayapuram egyházmegyét. |  |
| 1950. november 1.    | Munificentissimus Deus (Az isteni bőkezűség) | XII. Piusz      | Meghatározza Mária mennybemenetelének dogmáját. |  |
| 1961. december 25.   | Humanæ salutis (Az ember üdvössége) | XIII. János     | A második vatikáni zsinatot összehívó bulla. |  |
| 1965. november 18.   | Dei Verbum (Az Isten igéje) – az azonos című zsinati dogmatikai konstitúciót kihirdető bulla.                                                   | VI. Pál         | |  |
| 1983. január 6.      | Aperite portas Redemptori (Tárjátok ki a kapukat a Megváltó előtt)                                                                              | II. János Pál   | Rendkívüli szentévet hirdet a megváltás 1950. évfordulója alkalmából. |  |
| 1998. november 29.   | Incarnationis mysterium (A megtestesülés misztériuma)                                                                                           | II. János Pál   | Meghirdeti a 2000. év nagy évfordulóját |  |
| 2015. április 11.    | Misericordiae vultus (Az irgalmasság arca) | Ferenc pápa     | Az irgalmasság rendkívüli szentévét hirdeti meg. |  |
| 2024. Május 13.      | Spes non confundit (A remény nem csal meg) | Ferenc pápa     | Jubileumi szentév a reménység zarándoklata a kegyelmi bűnbocsánatért. |  |

Megjegyzendő továbbá, hogy az In Coena Domini („Az Úr asztalánál”) című ismétlődő pápai bullát minden évben kiadták 1363 és 1770 között, kezdetben nagycsütörtökön, később húsvét hétfőjén.

## Fordítás
- Ez a szócikk részben vagy egészben  a   List of papal bulls című angol Wikipédia-szócikk fordításán alapul.  Az eredeti cikk szerkesztőit annak laptörténete sorolja fel. Ez a jelzés csupán a megfogalmazás eredetét és a szerzői jogokat jelzi, nem szolgál a cikkben szereplő információk forrásmegjelöléseként.